# Vâlcăneasa
Vâlcăneasa falu Romániában, Erdélyben, Fehér megyében. Közigazgatásilag Alsóvidra községhez tartozik.

## Fekvése
Goiești mellett fekvő település.

## Története
Vâlcăneasa az Erdélyi-középhegység Alsóvidrához tartozó, hegyoldalakon elszórtan fekvő, mócok lakta apró, pár házas falvainak egyike, mely korábban Goiești része volt. 1956 körül vált külön településsé 141 lakossal.
1966-ban 119, 1977-ben 92, 1992-ben 57, 2002-ben 47 román lakosa volt.